# Clans (Haute-Saône)
Clans település Franciaországban, Haute-Saône megyében. Lakosainak száma 106 fő (2022. január 1.). Clans Boursières, Aroz, Baignes, Raze és Velle-le-Châtel községekkel határos.

## Népesség
A település népességének változása:
| Lakosok száma | 112  | 110  | 106  | 104  | 105  | 105  | 104  | 106  |
|               | 2013 | 2015 | 2017 | 2018 | 2019 | 2020 | 2021 | 2022 |